# Kyrylo Tschernjakow
Kyrylo Tschernjakow (ukrainisch Кирило Черняков, wiss. Transliteration Kyrylo Černjakov; * 25. Juni 2005 in Kiew) ist ein ukrainischer Schauspieler.

## Leben
Tschernjakow wurde am 25. Juni 2005 in Kiew geboren. Größere Bekanntheit erlangte er durch seine Rolle eines Golems im gleichnamigen israelischen Horrorfilms Golem – Wiedergeburt. Für seine Darstellung des Golem wurde er von Film-Rezensionen positiv hervorgehoben. Es folgte eine Rolle in der Mini-Serie Unforgettable sowie 2021 eine Besetzung in der Rolle des Yanek im Spielfilm Berenshtein.

## Filmografie (Auswahl)
- 2018: Golem – Wiedergeburt (The Golem)
- 2020: Unforgettable (Nezabytaya/Незабута) (Mini-Serie)
- 2021: Berenshtein (Беренштейн)